# تومویا واکاهارا
تومویا واکاهارا (انگلیسی: Tomoya Wakahara؛ زادهٔ ۲۸ دسامبر ۱۹۹۹) بازیکن فوتبال است.